# Bekhausen
Bekhausen, historisch auch Beckhausen, ist ein kleines Dorf im Landkreis Ammerland. Es gehört zur niedersächsischen Gemeinde Rastede.

## Geographie
Das Dorf liegt 8 Kilometer nördlich vom Kernort Rastede entfernt und hat 269 Einwohner (Stand: 30. Juni 2018). Es wird im Osten durch die Bahnstrecke Oldenburg–Wilhelmshaven und im Westen durch die Bundesautobahn 29 begrenzt. Durch den Ort führt die Wilhelmshavener Straße (L 825), die Varel mit Rastede verbindet.
Die in diesem Bereich geplante Bundesautobahn 20 würde südlich dicht an Bekhausen vorbeiführen.

## Geschichte
Die Bauerschaft Bekhausen wird erstmals im Jahr 1059 mit der Gründung der Rasteder Kirche urkundlich erwähnt. 1408 lässt Graf Dietrich von Oldenburg zur Verteidigung der Grafschaft Oldenburg gegen die Friesen eine Burg als Grenzbefestigung in Bekhausen bauen, von der es heute jedoch keine Spuren mehr gibt.
Ende des 16. Jahrhunderts war Bekhausen ein wichtiger Verkehrsknotenpunkt am Verbindungsweg zwischen dem Jeverland und Oldenburg. An zwei Schlagbäumen wurden bis 1815 Wegezölle erhoben.
1657 bekam der Ort eine eigene Schule, die bis 1970 Bestand hatte. Als Folge wurden nach 1970 viele Betriebe, Läden und Gaststätten aufgegeben.

## Wirtschaft
In Bekhausen gibt es heute nur noch wenige landwirtschaftliche Betriebe im Vollerwerb. Dennoch sind viele ehemalige Hofstellen noch bewohnt.